# 黄新波
黄新波（1916年—1980年3月7日），广东台山人，中国版画家，中国美术家协会原副主席，广东省文学艺术界联合会原主席。